# 胡石英
胡石英（1944年3月8日—2025年8月9日 ），生于延安，中国企业家。他是胡乔木和谷羽之子。1966年于北京邮电学院无线电物理专业毕业后，他成为《人民日报》记者，并编过多本杂志。他先后担任過国情调查研究院院长（中共中央国情调查委员会常务主任）、联合国北北合作组织副主席、国际绿色产业合作组织执行主席等职。1980年代中共中央对胡乔木抄家，胡石英被带走调查，后因诈骗罪被判刑一年半。